# Cogito ergo sum
 Der er for få eller ingen kildehenvisninger i denne artikel, hvilket er et problem. Du kan hjælpe ved at angive troværdige kilder til de påstande, som fremføres i artiklen.

Cogito ergo sum er en latinsk sætning, der betyder "Jeg tænker, derfor er jeg (til)", "Jeg tænker, altså er jeg (til)" eller "jeg tænker, altså eksisterer jeg". Den forbindes normalt med filosoffen René Descartes, som skrev i "Principia Philosophiae" (prima pars, art. 7): "[...] Ego cogito, ergo sum [...]." Han skrev også (i Meditationes de Prima Philosophia, eller Meditationer): "[...] Ego sum, ego existo [...]", og i Discours de la méthode, i fransk: "[...] Je pense, donc je suis [...]", hvad også 'Jeg tænker, derfor er jeg' betyder.
Dette skal forstås som konsekvens af Descartes' overvejelser. I "Metafysiske Meditationer" forsøger Descartes at finde et fast punkt i verden, noget, der er sikkert. Descartes er rationalist, og efterhånden som han tænker sig om, viser det sig, at næsten intet i verden er sikkert. Han tror f.eks. ikke længere på, at hans legeme findes. "Det kan være, at der er en ond narre-gud, der bilder mig det ind", tænker han og henviser til, at det samme jo kan siges at ske, når man sover. "At jeg sidder her, kan være noget, jeg bilder mig ind" tænker Descartes. Men så kommer konklusionen: "Det faste, sikre i verden, det er min egen eksistens." Selv, hvis der er en narre-gud, som snyder mig, så må jeg jo nødvendigvis stadig eksistere. Jeg må være et eller andet." Så fordi Descartes tænker – og har disse overvejelser – må han eksistere.
Søren Kirkegaard kritiserede dette aksiom. Han sagde, at sætningen var en tautologi, fordi den antog sig selv. Han mente, at man kunne omformulere "Cogito ergo sum" til:
```
   "x" tænker.
   Jeg 
er
 det "x".
   Derfor tænker jeg.
   Derfor er jeg.
```